# Cuadrante de Pegaso

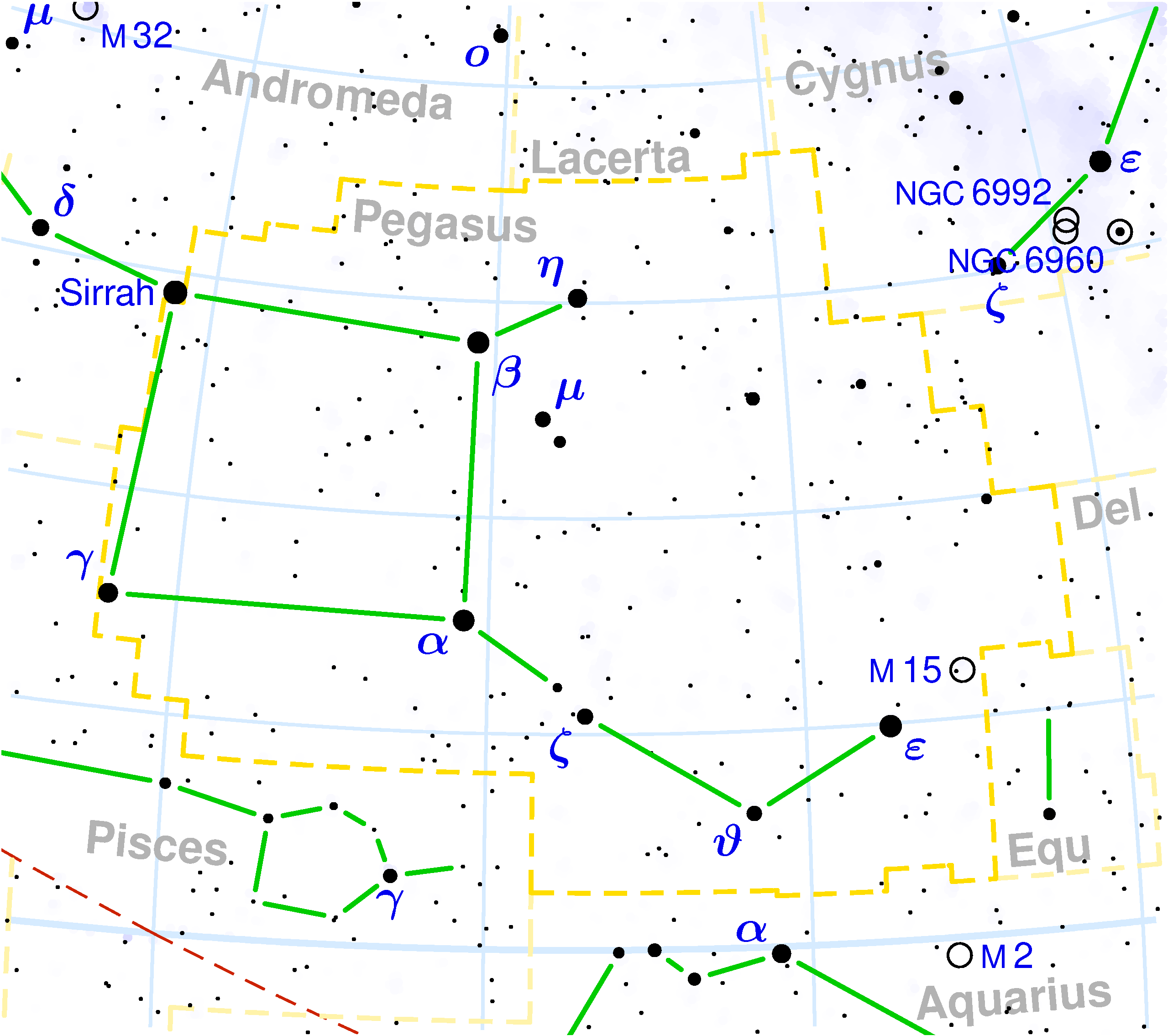
El Cuadrante de Pegaso es un asterismo formado por las estrellas α, β, γ de Pegaso junto con α de Andrómeda (antiguamente δ Pegasi).

El Gran Cuadrante de Pegaso o Cuadrado de Pegaso es un asterismo (o seudoconstelación) visible durante el otoño del hemisferio norte. Forma parte de los llamados "asterismos estacionales" junto con el Triángulo de verano, el Hexágono invernal y el Diamante de Virgo que aparece en primavera.
El asterismo está formado por Markab (α Pegasi), Scheat (β Pegasi), γ Pegasi y Alpheratz (α Andromedae). La figura también es útil como apuntadora para algunos objetos celestes de importancia: así, si se sigue el eje que une α Pegasi con α Andromedae, en dirección de esta última, se puede llegar a la gran galaxia de Andrómeda M31, mientras que por el otro lado se llega al cúmulo M15. Si se extiende el eje que une β Pegasi con α Andromedae 2 veces, se llega a M33, la galaxia del Triángulo.
Por su cercanía al ecuador celeste (que es una proyección del ecuador terrestre) es fácilmente reconocible en la mayor parte de la Tierra, exceptuando latitudes más allá de los 45° sur. Esta figura es perfectamente visible en el cielo desde septiembre hasta noviembre.
- Datos: Q1323318